# National Basketball Association 2010-2011
La stagione della National Basketball Association 2010-2011 è stata la 65ª edizione del campionato NBA. La stagione si è conclusa con la vittoria dei Dallas Mavericks, che hanno sconfitto in finale i Miami Heat per 4-2 nelle finali NBA.

## Squadre partecipanti
- Atlanta Hawks
- Boston Celtics
- Charlotte Bobcats
- Chicago Bulls
- Cleveland Cavaliers
- Dallas Mavericks
- Denver Nuggets
- Detroit Pistons
- G.S. Warriors
- Houston Rockets
- Indiana Pacers
- L.A. Clippers
- L.A. Lakers
- Memphis Grizzlies
- Miami Heat

- Milwaukee Bucks
- Minnesota T'wolves
- N.J. Nets
- N.O. Hornets
- N.Y. Knicks
- Oklahoma Thunder
- Orlando Magic
- Philadelphia 76ers
- Phoenix Suns
- Portland T. Blazers
- Sacramento Kings
- San Antonio Spurs
- Toronto Raptors
- Utah Jazz
- Wash. Wizards

## Division
Atlantic Division
|  |    |                        | G  | V  | P  | %    | GB |
|  | -- | ---------------------- | -- | -- | -- | ---- | -- |
|  | 1. | Boston Celtics (3)     | 82 | 56 | 26 | 68,3 | -  |
|  | 2. | N.Y. Knicks (6)        | 82 | 42 | 40 | 51,2 | 14 |
|  | 3. | Philadelphia 76ers (7) | 82 | 41 | 41 | 50,0 | 15 |
|  | 4. | N.J. Nets              | 82 | 24 | 58 | 29,3 | 32 |
|  | 5. | Toronto Raptors        | 82 | 22 | 60 | 26,8 | 34 |

Central Division
|  |    |                     | G  | V  | P  | %    | GB |
|  | -- | ------------------- | -- | -- | -- | ---- | -- |
|  | 1. | Chicago Bulls (1)   | 82 | 62 | 20 | 75,6 | -  |
|  | 2. | Indiana Pacers (8)  | 82 | 37 | 45 | 45,1 | 25 |
|  | 3. | Milwaukee Bucks     | 82 | 35 | 47 | 42,7 | 27 |
|  | 4. | Detroit Pistons     | 82 | 30 | 52 | 36,6 | 32 |
|  | 5. | Cleveland Cavaliers | 82 | 19 | 63 | 23,2 | 43 |

Southeast Division
|  |    |                   | G  | V  | P  | %    | GB |
|  | -- | ----------------- | -- | -- | -- | ---- | -- |
|  | 1. | Miami Heat (2)    | 82 | 58 | 24 | 70,7 | -  |
|  | 2. | Orlando Magic (4) | 82 | 52 | 30 | 63,4 | 6  |
|  | 3. | Atlanta Hawks (5) | 82 | 44 | 38 | 53,7 | 14 |
|  | 4. | Charlotte Bobcats | 82 | 34 | 48 | 41,5 | 24 |
|  | 5. | Wash. Wizards     | 82 | 23 | 59 | 28,0 | 35 |

Northwest Division
|  |    |                         | G  | V  | P  | %    | GB |
|  | -- | ----------------------- | -- | -- | -- | ---- | -- |
|  | 1. | Oklahoma Thunder (4)    | 82 | 55 | 27 | 67,1 | -  |
|  | 2. | Denver Nuggets (5)      | 82 | 50 | 32 | 61,0 | 5  |
|  | 3. | Portland T. Blazers (6) | 82 | 48 | 34 | 58,5 | 7  |
|  | 4. | Utah Jazz               | 82 | 39 | 43 | 47,6 | 16 |
|  | 5. | Minnesota T'wolves      | 82 | 17 | 65 | 20,7 | 38 |

Pacific Division
|  |    |                  | G  | V  | P  | %    | GB |
|  | -- | ---------------- | -- | -- | -- | ---- | -- |
|  | 1. | L.A. Lakers (2)  | 82 | 57 | 25 | 69,5 | -  |
|  | 2. | Phoenix Suns     | 82 | 40 | 42 | 48,8 | 17 |
|  | 3. | G.S. Warriors    | 82 | 36 | 46 | 43,9 | 21 |
|  | 4. | L.A. Clippers    | 82 | 32 | 50 | 39,0 | 25 |
|  | 5. | Sacramento Kings | 82 | 24 | 58 | 29,3 | 33 |

Southwest Division
|  |    |                       | G  | V  | P  | %    | GB |
|  | -- | --------------------- | -- | -- | -- | ---- | -- |
|  | 1. | San Antonio Spurs (1) | 82 | 61 | 21 | 74,4 | -  |
|  | 2. | Dallas Mavericks (3)  | 82 | 57 | 25 | 69,5 | 4  |
|  | 3. | N.O. Hornets (7)      | 82 | 46 | 36 | 56,1 | 15 |
|  | 4. | Memphis Grizzlies (8) | 82 | 46 | 36 | 56,1 | 15 |
|  | 5. | Houston Rockets       | 82 | 43 | 39 | 52,4 | 18 |

## Conference

### Eastern Conference
|  |     |                     | G  | V  | P  | %    | GB |
|  | --- | ------------------- | -- | -- | -- | ---- | -- |
|  | 1.  | Chicago Bulls       | 82 | 62 | 20 | 75,6 | -  |
|  | 2.  | Miami Heat          | 82 | 58 | 24 | 70,7 | 4  |
|  | 3.  | Boston Celtics      | 82 | 56 | 26 | 68,3 | 6  |
|  | 4.  | Orlando Magic       | 82 | 52 | 30 | 63,4 | 10 |
|  | 5.  | Atlanta Hawks       | 82 | 44 | 38 | 53,7 | 18 |
|  | 6.  | N.Y. Knicks         | 82 | 42 | 40 | 51,2 | 20 |
|  | 7.  | Philadelphia 76ers  | 82 | 41 | 41 | 50,0 | 21 |
|  | 8.  | Indiana Pacers      | 82 | 37 | 45 | 45,1 | 25 |
|  | 9.  | Milwaukee Bucks     | 82 | 35 | 47 | 42,7 | 27 |
|  | 10. | Charlotte Bobcats   | 82 | 34 | 48 | 41,5 | 28 |
|  | 11. | Detroit Pistons     | 82 | 30 | 52 | 36,6 | 32 |
|  | 12. | N.J. Nets           | 82 | 24 | 58 | 29,3 | 38 |
|  | 13. | Wash. Wizards       | 82 | 23 | 59 | 28,0 | 39 |
|  | 14. | Toronto Raptors     | 82 | 22 | 60 | 26,8 | 40 |
|  | 15. | Cleveland Cavaliers | 82 | 19 | 63 | 23,2 | 43 |

### Western Conference
|  |     |                     | G  | V  | P  | %    | GB |
|  | --- | ------------------- | -- | -- | -- | ---- | -- |
|  | 1.  | San Antonio Spurs   | 82 | 61 | 21 | 74,4 | -  |
|  | 2.  | L.A. Lakers         | 82 | 57 | 25 | 69,5 | 4  |
|  | 3.  | Dallas Mavericks    | 82 | 57 | 25 | 69,5 | 4  |
|  | 4.  | Oklahoma Thunder    | 82 | 55 | 27 | 67,1 | 6  |
|  | 5.  | Denver Nuggets      | 82 | 50 | 32 | 61,0 | 11 |
|  | 6.  | Portland T. Blazers | 82 | 48 | 34 | 58,5 | 13 |
|  | 7.  | N.O. Hornets        | 82 | 46 | 36 | 56,1 | 15 |
|  | 8.  | Memphis Grizzlies   | 82 | 46 | 36 | 56,1 | 15 |
|  | 9.  | Houston Rockets     | 82 | 43 | 39 | 52,4 | 18 |
|  | 10. | Phoenix Suns        | 82 | 40 | 42 | 48,8 | 21 |
|  | 11. | Utah Jazz           | 82 | 39 | 43 | 47,6 | 22 |
|  | 12. | G.S. Warriors       | 82 | 36 | 46 | 43,9 | 25 |
|  | 13. | L.A. Clippers       | 82 | 32 | 50 | 39,0 | 29 |
|  | 14. | Sacramento Kings    | 82 | 24 | 58 | 29,3 | 37 |
|  | 15. | Minnesota T'wolves  | 82 | 17 | 65 | 20,7 | 44 |

## Campione
| Campione NBA 2010-2011     |
| -------------------------- |
| Dallas Mavericks 1º titolo |

## Statistiche
| Categoria                    | Giocatore     | Squadra                | Statistiche |
| ---------------------------- | ------------- | ---------------------- | ----------- |
| Punti per partita            | Kevin Durant  | Oklahoma City Thunder  | 27,7        |
| Rimbalzi per partita         | Kevin Love    | Minnesota Timberwolves | 15,2        |
| Assist per partita           | Steve Nash    | Phoenix Suns           | 11,4        |
| Palle rubate per partita     | Chris Paul    | New Orleans Hornets    | 2,40        |
| Stoppate per partita         | Andrew Bogut  | Milwaukee Bucks        | 2,6         |
| Percentuale di realizzazione | Nenê          | Denver Nuggets         | 61,5        |
| Percentuale tiri liberi      | Stephen Curry | Golden State Warriors  | 93,1        |
| Percentuale tiri da tre      | Matt Bonner   | San Antonio Spurs      | 51,8        |

## Premi NBA

### Riconoscimenti individuali
- Migliore giocatore dell'anno: Derrick Rose, Chicago Bulls
- Migliore matricola dell'anno:  Blake Griffin, Los Angeles Clippers
- Migliore difensore dell'anno: Dwight Howard, Orlando Magic
- Migliore sesto uomo dell'anno: Lamar Odom, Los Angeles Lakers
- Migliore rivelazione dell'anno: Kevin Love, Minnesota Timberwolves
- Migliore allenatore dell'anno: Tom Thibodeau, Chicago Bulls
- Migliore dirigente dell'anno: Pat Riley, Miami Heat e Gar Forman, Chicago Bulls ex aequo
- NBA Sportsmanship Award: Stephen Curry, Golden State Warriors
- J. Walter Kennedy Citizenship Award: Ron Artest, Los Angeles Lakers